# A and A
A & A es un virus informático que infecta archivos COM. Cambia la fecha y la hora de un programa infectado con la fecha y hora de la infección. Cuando se activa, el virus borra y reimprime bloques de la pantalla. El código de infección contiene la cadena A & {A}.